# Papa-moscas-preto

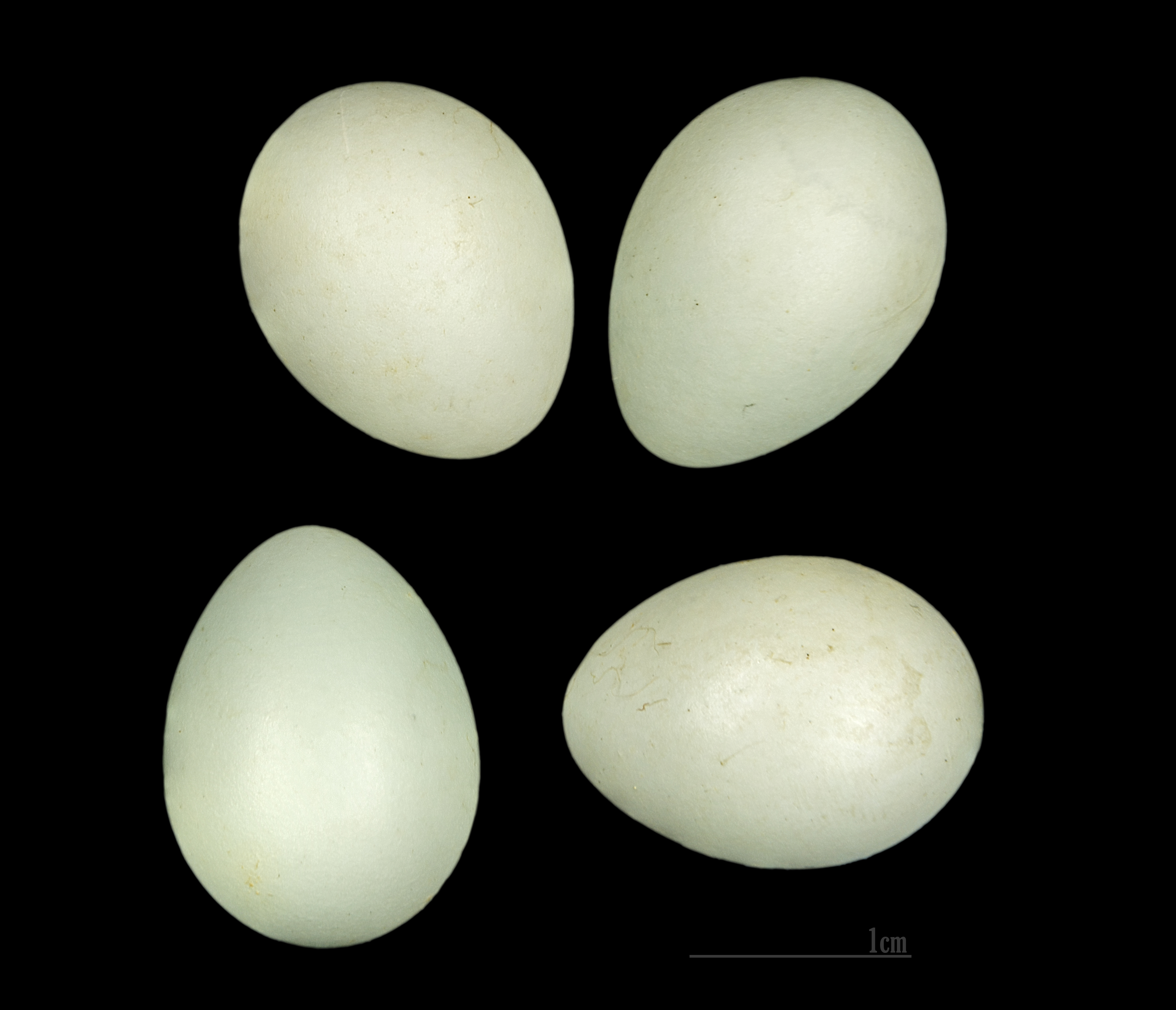
Ficedula hypoleuca MHNT

O papa-moscas-preto (Ficedula hypoleuca) é uma ave insectívora da família dos Muscicapídeos.

## Nomes comuns
Dá ainda pelos seguintes nomes comuns: bate-asa e bate-a-asa.

## Descrição
O macho nupcial caracteriza-se pela plumagem preta e branca, a fêmea e o macho não-nupcial são acastanhados, com manchas brancas nas asas, no peito e no pescoço.
Com um comprimento de 12-13,5 cm, nidifica uma vez por ano em buracos em árvores não recusando a utilização de casas para pássaros. Os ovos são azul-claro e podem contar entre 4 e 7.

## Distribuição
Este papa-moscas nidifica na maior parte dos países do Norte e Leste da Europa, mas em Portugal ocorre unicamente como migrador de passagem, sendo particularmente comum durante o mês de Setembro. Inverna em África.
Esta ave tem vindo a sofrer uma queda em termos de números. A explicação para tal parece ser que devido ao aquecimento global os picos na população de insectos de que se alimenta surgem num momento cada vez mais precoce, levando a que o número de insectos disponíveis no momento da chegada do papa-moscas-preto seja menor do que antes. Desta forma, esta ave tem uma maior dificuldade em acumular reservas suficientes e em alimentar ninhadas grandes.

## Subespécies

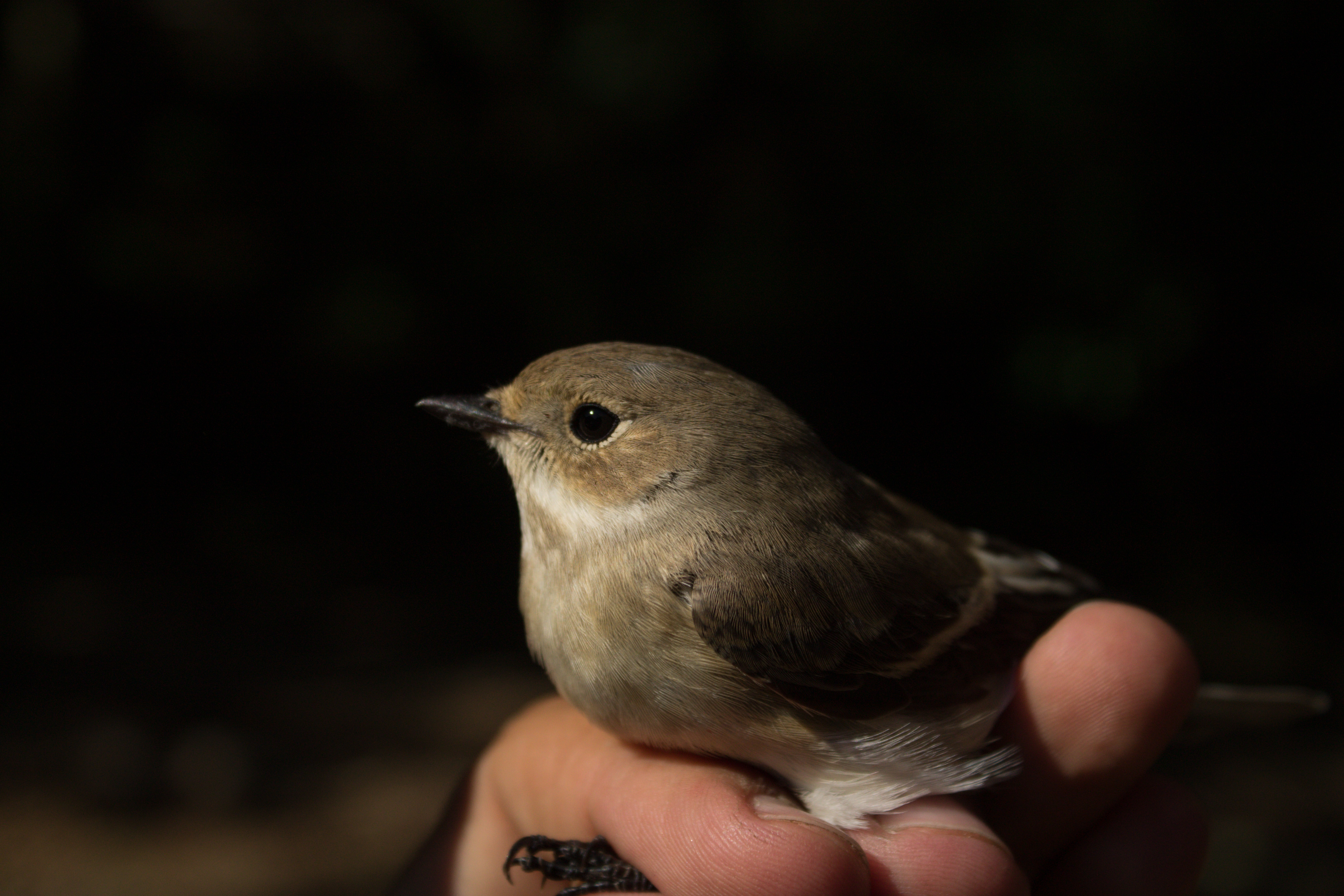
F. h. iberiae no Parque Biológico de Gaia, durante uma sessão de anilhagem de aves.

São normalmente reconhecidas 4 subespécies de papa-moscas-preto:
- F. h. hypoleuca - Europa (excepto Península Ibérica), para leste até aos montes Urais
- F. h. sibirica - Sibéria para leste dos montes Urais
- F. h. iberiae - Península Ibérica
- F. h. speculigera - norte de África